# Molophilus (Molophilus) pallidipes
Molophilus (Molophilus) pallidipes is een tweevleugelige uit de familie steltmuggen (Limoniidae). De soort komt voor in het Palearctisch gebied.